# Marcelo Ferroni
Marcelo Ferroni (São Paulo,17 de junho de 1974) é um jornalista, romancista e escritor brasileiro.

## Biografia
Formado em jornalismo pela Pontifícia Universidade Católica de São Paulo, Ferroni atuou como repórter para o jornal Folha de S.Paulo, também trabalhou para a revista Galileu e Istoé. Atualmente reside no Rio de Janeiro.

### carreira literária
Na área editorial, foi editor de literatura e não ficção em Globo Livros no período de 2004 à 2006. É editor da editora Alfaguara de língua espanhola e da Editora Objetiva. Atualmente publisher do Grupo Companhia das Letras no Brasil.
Ao longo de sua carreira Ferroni tem publicado diversos livros de romance e ficção como: O fogo na floresta, Corpos secos, Das paredes, meu amor, os escravos nos contemplam, Dia dos Mortos e Método prático da guerrilha uma das obras mais conhecida do escritor publicado pela Companhia das Letras, lhe rendendo o Prêmio São Paulo de Literatura em 2011.

## Prêmios indicações

### Livro
- 2010 Método prático da guerrilha ISBN 9788535917482 (Companhia das Letras)

Prêmio São Paulo de Literatura em 2011